# ایساسملت

ظرفیت ورودی نصب‌شده کوره‌های ISASMELT با پذیرش این فناوری در ذوب‌کننده‌های سراسر جهان افزایش یافته است. نمودار با همکاری Xstrata Technology.

فرایند ایساسملت (به انگلیسی: ISASMELT) یک فرایند ذوب با بهره‌وری انرژی بالا است که در بازهٔ زمانی دههٔ ۱۹۷۰ تا دههٔ ۱۹۹۰، به‌طور مشترک توسط شرکت معادن کوه ایسا (زیرمجموعه‌ای از MIM Holdings که اکنون بخشی از شرکت Glencore است) و CSIRO دولت استرالیا توسعه یافت. این فرایند، در مقایسه با سایر روش‌های ذوب، دارای هزینه‌های سرمایه‌گذاری و عملیاتی نسبتاً پایینی است.
فناوری ایساسملت در ذوب سرب، مس و نیکل مورد استفاده قرار گرفته است. تا سال ۲۰۲۱، تعداد ۲۲ کارخانه در یازده کشور در حال بهره‌برداری بودند و همچنین سه واحد آزمایشی در Mount Isa فعالیت داشتند. ظرفیت نصب‌شدهٔ کارخانه‌های فعال در زمینهٔ ذوب مس و نیکل در سال ۲۰۲۰، برابر با ۹٫۷۶ میلیون تن در سال برای مواد اولیه و ۷۵۰ هزار تن در سال برای کارخانه‌های فعال در حوزهٔ ذوب سرب بوده است.
ذوب‌کننده‌های مبتنی بر فرایند ایساسملت مس، یکی از کم‌هزینه‌ترین ذوب‌کننده‌های مس در جهان محسوب می‌شوند.

## کوره ایساسملت
کوره ایساسملت یک مخزن فولادی با شکل استوانه‌ای ایستاده است که با آجرهای نسوز پوشش داده شده است. در کف کوره یک حمام مذاب از سرباره، مات (در صورت استفاده) یا فلز (بسته به کاربرد) وجود دارد. یک نیزه فولادی از طریق یک سوراخ در سقف کوره به داخل حمام پایین می‌آید، و هوای معمولی یا هوای غنی‌شده با اکسیژن که از طریق نیزه به داخل حمام تزریق می‌شود، باعث اختلاط شدید حمام می‌گردد.

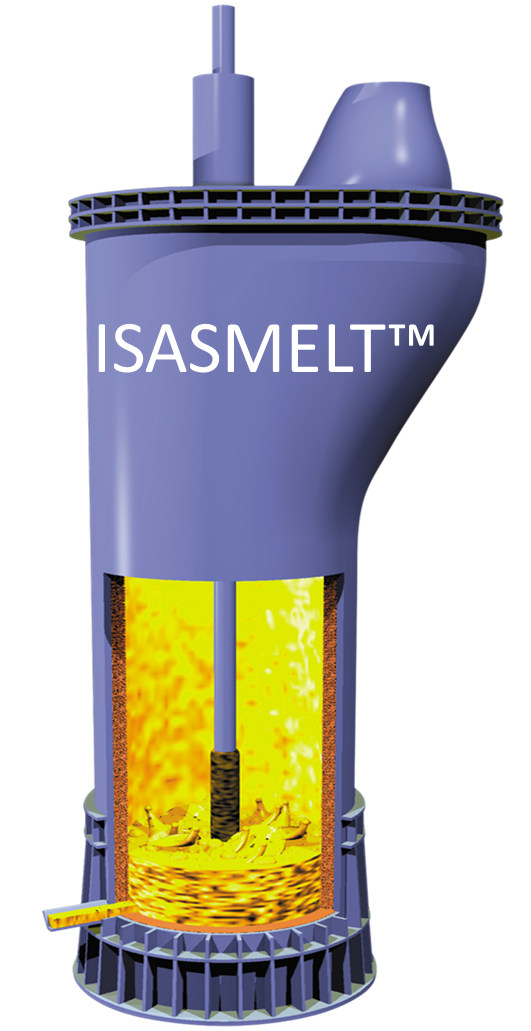
نمای برش‌خورده‌ای از کوره ایساسملت. تصویر با همکاری Xstrata Technology.

متمرکزهای معدنی یا مواد بازیافتی از طریق یک سوراخ دیگر در سقف کوره به داخل حمام ریخته می‌شوند یا در برخی موارد، از طریق نیزه به داخل حمام تزریق می‌گردند. این مواد ورودی با اکسیژن موجود در گاز تزریقی واکنش نشان می‌دهند و نتیجه این واکنش، ایجاد یک واکنش شدید در حجمی کوچک (در مقایسه با سایر فناوری‌های ذوب) است.
نیزه‌های ایساسملت شامل یک یا چند دستگاه به نام «چرخاننده» هستند که باعث چرخش گاز تزریقی در داخل نیزه می‌شوند و آن را به سمت دیوارهٔ نیزه می‌رانند و موجب خنک شدن آن می‌گردند. چرخاننده شامل پره‌های خمیده‌ای است که در اطراف یک لوله مرکزی قرار دارند و جریان حلقوی ایجاد می‌کنند. این دستگاه‌ها به گونه‌ای طراحی شده‌اند که افت فشار را به حداقل برسانند و زاویه را از محوری به مماسی تغییر دهند، که باعث ایجاد یک گرداب قوی می‌شود. گاین گرداب به مخلوط شدن مایعات و جامدات با اکسیژن در داخل حمام کمک می‌کند. اثر خنک‌کنندگی منجر به تشکیل یک لایه سرباره‌ای می‌شود که بر روی سطح بیرونی نیزه «یخ می‌زند». این لایه سرباره‌ای جامد، از نیزه در برابر دماهای بالا داخل کوره محافظت می‌کند. نوک نیزه که در حمام غوطه‌ور است، در نهایت فرسوده می‌شود و نیزه فرسوده به راحتی با یک نوک جدید جایگزین می‌شود. نوک‌های فرسوده پس از بریدن، به بدنهٔ نیزه جوش داده می‌شوند و سپس آن را به کوره بازمی‌گردانند.
کوره‌های ایساسملت معمولاً در بازه دمایی ۱۰۰۰–۱۲۰۰ درجه سلسیوس عمل می‌کنند، که بسته به کاربرد متفاوت است. آجرهای نسوز که پوشش داخلی کوره را تشکیل می‌دهند، از پوسته فولادی کوره در برابر حرارت داخل آن محافظت می‌کنند.
محصولات از کوره از طریق یک یا چند «سوراخ تخلیه» خارج می‌شوند که این فرایند تخلیه نام دارد. این عمل می‌تواند به‌صورت پیوسته یا در دسته‌ها انجام شود، به‌طوری که سوراخ‌های تخلیه پس از هر بار تخلیه با خاک رس مسدود می‌شوند و سپس هنگام نیاز به تخلیه بعدی، با استفاده از حفاری یا نیزه ترمیک مجدداً باز می‌شوند.
به محصولات اجازه داده می‌شود تا در یک مخزن ته‌نشینی، مانند کوره نگهداری گردان یا کوره الکتریکی، از هم جدا شوند.
هنگام ذوب متمرکزهای سولفیدی، بیشتر انرژی مورد نیاز برای گرم کردن و ذوب مواد ورودی از واکنش اکسیژن با گوگرد و آهن موجود در متمرکز به‌دست می‌آید. با این حال، مقدار کمی انرژی اضافی نیز لازم است. کوره‌های ایساسملت می‌توانند از انواع سوخت‌ها استفاده کنند، از جمله زغال‌سنگ، کک، کک نفتی، نفت و گاز طبیعی. سوخت‌های جامد می‌توانند از طریق بالای کوره همراه با سایر مواد ورودی اضافه شوند، یا می‌توانند از طریق نیزه به داخل کوره تزریق گردند. سوخت‌های مایع و گازی از طریق نیزه تزریق می‌شوند.

## مزایای فرایند ایساسملت
مزایای فرایند ایساسملت عبارتند از:

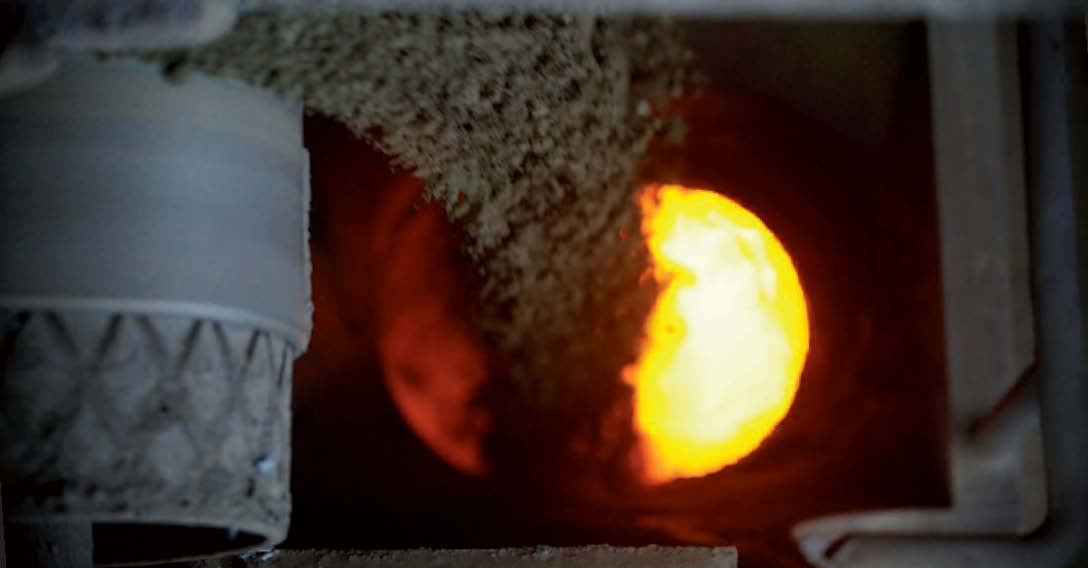
کوره ایساسملت معمولاً با متمرکز مرطوب تغذیه می‌شود که از یک نوار نقاله به داخل کوره ریخته می‌شود. تصویر با همکاری Xstrata Technology.

- بهره‌وری بالا با ردپای کوچک: کارخانه ذوب مس گلنکور در کوه ایسَا بیش از ۱ میلیون تن در سال کنسانتره مس را از طریق یک کوره به قطر ۳٫۷۵ متر تصفیه می‌کند.[۳] ردپای کوچک این فرایند، آن را برای به‌روزرسانی در کارخانه‌های ذوب موجود که محدودیت‌های فضایی قابل توجهی دارند، مناسب می‌سازد.[۸][۹]
- عملکرد ساده: کوره ایساسملت نیاز به آماده‌سازی گسترده مواد ورودی ندارد، زیرا مواد ورودی می‌توانند مستقیماً از نوار نقاله به داخل کوره ریخته شوند.[۱۰]
- بهره‌وری بالای انرژی: نصب کوره ایساسملت در کارخانه ذوب مس کوه ایسَا مصرف انرژی را بیش از ۸۰٪ کاهش داد (از طریق استفاده بهتر از انرژی ذاتی موجود در کنسانتره سولفیدی) در مقایسه با کوره‌های روستر و کوره‌های انعکاسی که قبلاً در آنجا استفاده می‌شدند.[۲]
- انعطاف‌پذیری در انواع مواد ورودی: کوره‌های ایساسملت برای ذوب کنسانتره‌های مس، سرب و نیکل با طیف وسیعی از ترکیبات استفاده شده‌اند،[۱۱] از جمله سطوح بالا از مگنتیت،[۱۰] و مواد ثانویه مانند ضایعات مس و پودر باتری سرب-اسید.[۱۲]
- انعطاف‌پذیری در انواع سوخت: کوره‌های ایساسملت می‌توانند با انواع مختلف سوخت‌ها عمل کنند، از جمله زغال‌سنگ کلوخه با درجات مختلف، کک (کلوخه یا پودر)، کک نفتی، نفت (از جمله نفت بازیافتی)، گاز طبیعی و گاز مایع نفتی، بسته به اینکه کدامیک از لحاظ اقتصادی در محل کارخانه ذوب به صرفه‌تر باشد.[۳]
- نسبت تغییرپذیری بالا: نرخ ورودی به یک واحد ایساسملت می‌تواند به‌راحتی بر اساس در دسترس بودن کنسانتره و نیازهای کارخانه ذوب، افزایش یا کاهش یابد.
- انتقال خوراک کم: کوره‌های ایساسملت معمولاً حدود ۱٪ از خوراک را به عنوان انتقال با گاز زائد از دست می‌دهند، به این معنی که مواد کمتری وجود دارد که باید برای تصفیه مجدد به کوره بازگردانده شود.[۳]
- مهار مؤثر انتشار گازهای گلخانه ای: از آنجایی که کوره تنها دو دهانه در بالا دارد، هر گونه انتشار فرار را می‌توان به راحتی ضبط کرد[۱۰]
- حذف زیاد عناصر جزئی مضر: به دلیل عمل شستشوی گازهای تزریق شده به سرباره‌های کوره ایساسملت، کوره‌های ایساسملت مسی دارای حذف بالایی از عناصر جزئی مانند بیسموت و آرسنیک هستند که می‌تواند اثرات مخربی بر خواص مس محصول داشته باشد.[۱۳]
- غلظت بالای دی‌اکسید گوگرد در گازهای زائد: استفاده از غنی سازی اکسیژن به کارخانه‌های ایساسملت غلظت دی‌اکسید گوگرد بالایی در جریان گاز زباله می‌دهد و کارخانه‌های اسیدی را برای ساخت و راه اندازی ارزان‌تر می‌کند.
- هزینه عملیاتی نسبتاً کم: بهره‌وری انرژی فرایند، تهیه خوراک ساده، کمبود نسبی قطعات متحرک، نرخ انتقال خوراک پایین، نیاز به نیروی کار کم و سهولت در تعویض لنج‌ها و آسترهای نسوز در هنگام فرسودگی، هزینه‌های عملیاتی نسبتاً پایینی را به فرایند ایساسملت می‌دهد[۱۰]
- هزینه سرمایه نسبتاً کم: سادگی ساخت کوره‌های ایساسملت و توانایی تصفیه کنسانتره بدون خشک کردن، آن را ارزان‌تر از سایر فرآیندهای ذوب می‌کند.[۱۰][۱۴]

## تاریخچه فرایند

### توسعه اولیه (۱۹۷۳–۱۹۸۰)
فرایند ایساسملت با اختراع نیزه Sirosmelt در سال ۱۹۷۳ توسط دکتر بیل دنهولم و جان فلوید در CSIRO آغاز شد. لنس در نتیجه تحقیقات در مورد بهبود فرآیندهای ذوب قلع ساخته شد، که در آن مشخص شد استفاده از لنس غوطه ور با ورودی بالا منجر به انتقال حرارت و راندمان انتقال جرم بیشتر می‌شود.
ایده لنج‌های غوطه ور با ورودی بالا حداقل به سال ۱۹۰۲ برمی گردد، زمانی که چنین سیستمی در کلیشی فرانسه امتحان شد. با این حال، تلاش‌های اولیه به دلیل عمر کوتاه لنج‌ها در غوطه ور شدن در حمام شکست خورد. فرایند ذوب مس میتسوبیشی یک روش جایگزین است که در آن لنج‌ها در کوره استفاده می‌شوند، اما آنها در حمام غوطه ور نمی‌شوند. در عوض، هوای غنی شده با اکسیژن را روی سطح سرباره می‌دمند (بالا جت). به‌طور مشابه، یک لنس با آب خنک، با جت بالا، اساس فرایند فولادسازی LD (Linz-Donawitz) بود. این همان شدت اختلاط را در حمام به اندازه لنس غوطه ور ایجاد نمی‌کند.
دانشمندان CSIRO ابتدا سعی کردند سیستمی با نیزه غوطه‌ور به‌کارگیری نیزه خنک‌شده با آب توسعه دهند، اما به دلیل اینکه «افزایش مقیاس نیزه خنک‌شده با آب مشکل‌ساز می‌شد»، به سیستم خنک‌شده با هوا منتقل شدند. وارد کردن هرگونه آب به سیستمی که شامل فلزات مذاب و سرباره‌ها است می‌تواند منجر به انفجارهای فاجعه‌آمیز شود، مانند انفجاری که در کارخانه فولاد اسکاتن‌تروپ در نوامبر ۱۹۷۵ رخ داد و در آن ۱۱ نفر جان خود را از دست دادند.
گنجاندن سویرلرها در نیزه Sirosmelt و ایجاد یک پوشش پاششی از سرباره روی نیزه از مهم‌ترین نوآوری‌هایی بودند که منجر به توسعه موفقیت‌آمیز فرایند ذوب با نیزه غوطه‌ور شد.
از سال ۱۹۷۳، دانشمندان CSIRO یک سری آزمایش‌ها را با استفاده از نیزه Sirosmelt برای بازیابی فلزات از سرباره‌های صنعتی در استرالیا آغاز کردند، از جمله سرباره نرم‌کننده سرب در Broken Hill Associated Smelters در پورت پیری (۱۹۷۳)، سرباره قلع از Associated Tin Smelters در سیدنی (۱۹۷۴) ذوب ("ER&S") کارخانه پورت کمبلا (۱۹۷۵) و سرباره کوره آند مس در Copper Refineries Limited (یکی دیگر از شرکت‌های تابعه MIM Holdings) در تاونسویل (۱۹۷۶) و سرباره مبدل مس در کوه ایسا (1977). سپس این کار به ذوب کنسانتره‌های قلع (۱۹۷۵) و سپس کنسانتره‌های قلع سولفیدی (۱۹۷۷) گسترش یافت.
MIM و ER&S به‌طور مشترک آزمایش‌های درمان سرباره کوره مس در پورت کمبلا در سال ۱۹۷۵ را تأمین مالی کردند و مشارکت MIM با ادامه کار درمان سرباره در تاونزویل و کوه ایسَا ادامه یافت.
همزمان با کار درمان سرباره مس، CSIRO به تحقیقات خود در زمینه ذوب قلع ادامه می‌داد. پروژه‌ها شامل نصب یک واحد پنج تنی برای بازیابی قلع از سرباره در کارخانه‌های ذوب قلع مرتبط در سال ۱۹۷۸ و اولین آزمایش‌های ذوب سولفیدی بود که به‌طور مشترک با Aberfoyle Limited انجام شد، در این آزمایش‌ها قلع از سنگ معدن پیریتی قلع و از کنسانتره‌های مخلوط قلع و مس بخار شد. Aberfoyle در حال بررسی امکان استفاده از رویکرد نیزه Sirosmelt برای بهبود بازیابی قلع از سنگ‌های معدنی پیچیده، مانند معدن خود در کلیولند، تاسمانیا و ناحیه معدنی کویین هیل در نزدیکی Zeehan در تاسمانی بود.
کارهای Aberfoyle منجر به ساخت و راه‌اندازی یک واحد آزمایشی بخار قلع به ظرفیت چهار تن در ساعت (۴ t/h) در اواخر سال ۱۹۸۰ در کارخانه ذوب نیکل Kalgoorlie شرکت معدنی غربی، واقع در جنوب Kalgoorlie، استرالیای غربی شد.

### توسعه ایساسملت سرب

#### کار در مقیاس کوچک (۱۹۷۸–۱۹۸۳)
در اوایل دهه ۱۹۷۰، فناوری کوره بلند و کارخانه پخت سنتی که پایه اصلی صنعت ذوب سرب بود، تحت فشار مداوم ناشی از الزامات سخت‌گیرانه‌تر محیطی، افزایش هزینه‌های انرژی، کاهش قیمت فلزات و افزایش سرمایه و هزینه‌های عملیاتی قرار گرفت.
بسیاری از شرکت‌های ذوب به دنبال فرآیندهای جدیدی برای جایگزینی کارخانه‌های زینتر و کوره‌های بلند بودند. این امکانات شامل فرایند ذوب سرب QSL، فرایند Kivcet، مبدل چرخشی بالاتنه Kaldo و تطبیق کوره فلاش مس و نیکل موفق Outokumpu برای ذوب سرب بود.
MIM به دنبال راه‌هایی برای محافظت از آینده عملیات ذوب سرب Mount Isa بود. این کار را به دو صورت انجام داد:
1. تلاش برای بهبود عملکرد زیست‌محیطی و عملیاتی عملیات موجود خود
2. بررسی فناوری‌های جدید[۱۵]

MIM با ترتیب آزمایش‌های عملیاتی برای مقادیر زیادی از کنسانتره‌های سرب کوه ایسَا، به بررسی فناوری‌های جدید پرداخت و این آزمایش‌ها را برای تمام گزینه‌های فرآیندی آن زمان انجام داد، به‌جز فرایند Kivcet. در عین حال، MIM از استفاده از نیزه‌های پاشش از بالا در فرآیندهای میتسوبیشی و کالدو، و همچنین تحقیقات در مورد نیزه‌های احتراق غوطه‌ور با ورودی از بالا که توسط Asarco (که ارتباط طولانی با MIM داشت و شامل سهامداری در MIM Holdings می‌شد) در دهه ۱۹۶۰ انجام شده بود، آگاه بود. این موضوع باعث تحریک علاقه MIM به نیزه Sirosmelt شد که به‌عنوان روشی برای تولید یک نیزه غوطه‌ور مقاوم در نظر گرفته شد.
پس از آزمایش‌های سرباره مس در سال‌های ۱۹۷۶–۱۹۷۸، MIM در سال ۱۹۷۸ یک پروژه مشترک با CSIRO آغاز کرد تا امکان استفاده از نیزه‌های Sirosmelt در ذوب سرب را بررسی کند.
کار با مدل‌سازی کامپیوتری ترمودینامیک تعادلی آغاز شد (۱۹۷۸) و سپس با آزمایش‌های مقیاس بنچ در آزمایشگاه با استفاده از کروسیبل‌های سیلیکات آلومینیوم بزرگ ادامه یافت (۱۹۷۸–۱۹۷۹). نتایج به‌اندازه کافی امیدوارکننده بود که MIM یک دستگاه آزمایشی با ظرفیت ۱۲۰ کیلوگرم در ساعت در کوه ایسَا ساخت که در سپتامبر ۱۹۸۰ به بهره‌برداری رسید. از این دستگاه برای توسعه یک فرایند دو مرحله‌ای جهت تولید آلیاژ سرب از کنسانتره سرب کوه ایسَا استفاده شد. مرحله اول یک مرحله اکسیداسیون بود که تقریباً تمام گوگرد موجود در خوراک را حذف کرده و سرب موجود را به اکسید سرب (PbO) اکسیده کرد که عمدتاً در سرباره جمع‌آوری می‌شد (بخشی از آن به صورت بخار اکسید سرب از کوره خارج می‌شد که برای بازیابی سرب به کوره بازمی‌گشت). مرحله دوم یک مرحله کاهش بود که در آن اکسیژن از سرب حذف می‌شد تا فلز سرب تولید شود.

#### واحد آزمایشی ایساسملت سرب (۱۹۸۳–۱۹۹۰)
پس از آزمایش‌های ۱۲۰ کیلوگرم در ساعت، MIM تصمیم گرفت تا یک واحد آزمایشی ایساسملت سرب با ظرفیت ۵ تن در ساعت در کارخانه ذوب سرب کوه ایسَا نصب کند. این شرکت کوره فومینگ مات Aberfoyle را خرید و آن را از کالگورلی به کوه ایسَا منتقل کرد، جایی که در سال ۱۹۸۳ بازسازی و راه‌اندازی شد تا مرحله اول فرایند را در عملیات پیوسته نشان دهد و برای آزمایش مرحله کاهش با استفاده از دسته‌های سرباره با محتوای بالای سرب مورد استفاده قرار گیرد.
یکی از ویژگی‌های کلیدی واحد آزمایشی این بود که این واحد توسط کارکنان عملیات کارخانه ذوب سرب به‌گونه‌ای اداره می‌شد که گویی یک واحد عملیاتی است. سرباره با محتوای بالای سرب تولید شده از ذوب پیوسته کنسانتره سرب، سپس در کارخانه سینتر مورد پردازش قرار گرفت و بدین ترتیب تولید کارخانه ذوب سرب تا ۱۷٪ افزایش یافت. این امر باعث شد که کارکنان عملیات احساس مالکیت نسبت به واحد پیدا کنند و انگیزه‌ای برای کار کردن با آن داشته باشند، به‌طوری‌که اولویت مدیریت و نگهداری تضمین شد. همچنین این موضوع به MIM اطمینان داد که فرایند به‌اندازه کافی ساده است تا در یک محیط تولیدی با کارکنان و نظارت معمولی قابل بهره‌برداری باشد و به‌اندازه کافی مقاوم است تا بتواند از پس نوسانات معمولی کنترل برآید. علاوه بر عملیات پیوسته کنسانتره سرب برای تولید سرباره با محتوای بالای سرب، واحد آزمایشی برای تولید فلز سرب از دسته‌هایی از سرباره، بررسی نرخ سایش پوشش دیرگداز و نیزه‌های کوره، و انجام کارهای اولیه برای توسعه نسخه کم‌فشار نیزه Sirosmelt استفاده شد. نتیجه این شد که طراحی نیزه‌ای ایجاد شد که امکان عملیات در فشار بسیار پایین‌تر از مقادیر اولیه حدود ۲۵۰ کیلوپاسکال (فشار مطلق) ("kPag") را فراهم کرد و بدین ترتیب هزینه‌های عملیاتی کاهش یافت.
MIM یک کوره دوم مشابه کوره اول ساخت و آن را در اوت ۱۹۸۵ راه‌اندازی کرد. این ترکیب کوره‌ها برای نشان دادن فرایند دو مرحله‌ای در عملیات پیوسته در میانه سال ۱۹۸۷ استفاده شد. با این حال، در بیشتر اوقات، این دو کوره قادر به کار همزمان نبودند به دلیل محدودیت ظرفیت سیستم بگ‌هاوس که برای فیلتر کردن گرد و غبار سرب از گازهای زباله استفاده می‌شد.
یک سری از بهبودهای فرآیندی، به‌ویژه در سیستم مدیریت گازهای زباله، منجر به افزایش ظرفیت تولید واحد آزمایشی از طراحی اولیه ۵ تن در ساعت به ۱۰ تن در ساعت شد. تا آوریل ۱۹۸۹، واحد آزمایشی بیش از ۱۲۵٬۰۰۰ تن کنسانتره سرب را پردازش کرده بود.
این دو کوره همچنین برای توسعه یک فرایند بازیابی سرب از عملیات سرب‌زدایی کارخانه ذوب سرب کوه ایسَا استفاده شدند.

#### واحد آزمایشی ایساسملت سرب (۱۹۹۵–۱۹۹۱)
بر اساس نتایج کار واحد آزمایشی، هیئت مدیره MIM Holdings ساخت یک واحد آزمایشی به ارزش ۶۵ میلیون دلار استرالیا را تصویب کرد که قادر به تولید ۶۰٬۰۰۰ تن در سال فلز سرب بود. این واحد از اوایل سال ۱۹۹۱ تا ۱۹۹۵ فعالیت کرد. این واحد به‌طور اولیه برای پردازش ۲۰ تن در ساعت کنسانتره سرب با استفاده از هوا غنی‌شده به ۲۷٪ طراحی شده بود. با این حال، اکسیژن که به‌طور اولیه برای استفاده در این واحد در نظر گرفته شده بود، به عملیات ذوب مس که سودآورتر بود، هدایت شد و نرخ تغذیه به واحد آزمایشی ایساسملت سرب به شدت محدود شد. وقتی در سال ۱۹۹۳ اکسیژن کافی برای افزایش سطح غنی‌سازی به ۳۳–۳۵٪ فراهم شد، نرخ‌های پردازش تا ۳۶ تن در ساعت کنسانتره بدست آمد، با مقدار سرب باقی‌مانده در سرباره کوره کاهش نهایی در محدوده ۲–۵٪ قرار داشت.
رویکرد دو مرحله‌ای در ذوب سرب با استفاده از ایساسملت تا حدی ناشی از محتوای نسبتاً پایین سرب در کنسانتره‌های سرب کوه ایسَا بود (که معمولاً در محدوده ۴۷–۵۲٪ سرب در طول دوره توسعه ایساسملت سرب قرار داشت). تلاش برای تولید شمش سرب در یک کوره با چنین گریدهای پایین کنسانتره منجر به تولید بخارات زیادی از اکسید سرب می‌شد که حجم زیادی از مواد باید به کوره بازگردانده می‌شد تا سرب بازیابی شود و در نتیجه، نیاز به انرژی بالاتر داشت زیرا این مواد باید مجدداً به دمای کوره گرم می‌شدند.
کنسانتره‌هایی با محتوای بالاتر سرب می‌توانند به‌طور مستقیم در یک کوره به فلز سرب ذوب شوند بدون اینکه بخارات اضافی تولید شود. این موضوع در مقیاس بزرگ در سال ۱۹۹۴ به‌طور عملی نشان داده شد، زمانی که ۴۰۰۰ تن کنسانتره حاوی ۶۷٪ سرب با نرخ‌های تا ۳۲ تن در ساعت و استفاده از هوای غنی‌شده به ۲۷٪ پردازش شد. در این آزمایش‌ها، ۵۰٪ از سرب موجود در کنسانتره در کوره ذوب به شمش سرب تبدیل شد، در حالی که بیشتر بقیه آن به‌صورت اکسید سرب در سرباره کوره ذوب باقی ماند.
مانند کارخانه پایلوت ایساسملت سرب، کارخانه نمایشی ایساسملت سرب نیز از محدودیت‌هایی که سیستم مدیریت گازهای دودکش تحمیل کرده بود، رنج می‌برد. در مورد کارخانه نمایشی، مشکل ناشی از بخارات چسبنده‌ای بود که لایه‌ای عایق بر روی لوله‌های جعبه‌های گرمایی کندانسور ایجاد می‌کرد و این امر باعث کاهش شدید نرخ انتقال حرارت و در نتیجه کاهش توانایی دیگ‌های بخار در کاهش دمای گازهای دودکش می‌شد. از آنجا که این کارخانه از کیسه‌های فیلتر برای تصفیه بخار سرب از گازهای دودکش استفاده می‌کرد، لازم بود دمای گازها به زیر نقطه‌ای کاهش یابد که کیسه‌ها در معرض دماهای بالا آسیب ببینند. این مشکل با اجازه دادن به هوای سرد برای مخلوط شدن با گاز دودکش داغ و کاهش دما به سطحی که کیسه‌ها بتوانند عملیات را ادامه دهند، حل شد. این امر ظرفیت کارخانه ایساسملت را کاهش داد، زیرا دوباره محدود به حجمی از گاز شد که می‌توانست توسط کیسه‌های فیلتر تصفیه شود.
کارخانه نمایشی ایساسملت سرب در سال ۱۹۹۵ به دلیل کمبود کنسانتره تعطیل شد، زیرا میزان کنسانتره برای راه‌اندازی همزمان آن و سایر بخش‌های کارخانه ذوب سرب کافی نبود. این کارخانه برای پردازش تمام کنسانتره سرب کوه ایسای موجود به‌تنهایی خیلی کوچک بود.